# Éditions du Chat noir
 (avril 2017).
Les éditions du Chat Noir sont une maison d'édition indépendante basée à Chasseneuil-sur-Bonnieure en Charente. Elle est spécialisée dans le fantastique et le steampunk.

## Historique
Les éditions du Chat Noir sont fondées par Cécile Guillot sous un statut associatif en 2011. La ligne éditoriale se revendique comme moderne et sombre.
La maison se fait remarquer dès ses débuts avec la parution de Réminiscences, premier tome de la série Les Larmes Rouges signée Georgia Caldera. Réminiscences remporte le Prix Merlin en 2012. La série est ensuite reprise par les éditions J'ai Lu.
Fin 2012, les éditions du Chat Noir changent de statut et deviennent une société, dirigée par Cécile Guillot et Mathieu Guibé,.
La maison publie en moyenne une dizaine de titres par an.

## Auteurs
Les auteurs et artistes suivants ont publié au moins un ouvrage à leur nom (roman, recueil de nouvelles ou artbook) aux éditions du Chat Noir : 
- Georgia Caldera
- Vanessa Terral
- Ambre Dubois
- Nina Gorlier
- Cécile Guillot
- Anna Marine
- Marianne Stern
- Mathieu Guibé
- Véronique Ajarrag
- Ophélie Bruneau
- Agnès Marot
- Denis Labbé
- Magali Lefebvre
- Anthony Boulanger
- Arnaud Armant
- Alexandra V. Bach
- Olivier Moyano
- Bettina Nordet
- Jean Vigne
- Sophie Dabat
- Esther Brassac
- Lydie Blaizot

S'ajoutent à cette liste divers auteurs dont des nouvelles figurent dans les anthologies publiées par la maison : on peut notamment citer Céline Guillaume, Stéphane Soutoul ou encore Fabien Clavel.

## Collections
Les différentes collections ont vocation à explorer différentes nuances des genres fantastique et steampunk. En 2023, on en dénombre huit destinées aux adultes :
- Black Steam pour le steampunk et la gaslamp fantasy.
- Gothicat pour les rééditions de textes oubliés de la littérature gothique et romantique du XVIIIe et du XIXe siècle.
- Graphicat pour les artbooks et les livres illustrés.
- Griffe Sombre pour le fantastique gothique.
- F. nigripes pour les novellas.
- Féline pour l'urban fantasy.
- Neko pour les textes liés aux mythologies asiatiques.
- Panthera pour les rééditions collectors des best-sellers parus au préalable au sein de la maison.

Trois collections orientées pour les enfants et les adolescents ont également vu le jour :
- Chatons hantés pour les romans gothiques et horreur destinés aux 9-11 ans.
- Chat blanc pour les textes young adult contemporains.
- Cheshire pour les textes young adult liés à l'imaginaire.

## Distinctions
- Les Larmes Rouges : Réminiscences de Georgia Caldera : Prix Merlin 2012 (catégorie roman)[8].
- Fille d'Hécate : la Voie de la Sorcière de Cécile Guillot : Vampires & Sorcières Award 2012 (catégorie roman fantastique)[9].
- Les Errants : Origines de Denis Labbé : Vampires & Sorcières Award 2013 (catégorie roman young adult)[10].
- Even dead things feel your love de Mathieu Guibé : Prix des lecteurs de la librairie L'Antre-Monde 2014[11].
- L'Aube de la guerrière de Vanessa Terral : prix Coup de cœur ados 2014 du Salon du livre de Saint-Lys[12].